# 克拉維利亞
克拉維利亞（英語：Claveria）是菲律賓卡加延省的三級自治市。

## 概述
克拉維利亞總面積194.80平方公里。海拔最高點為440公尺。根據菲律賓官方於2020年所作的人口普查數據顯示：居住於克拉維利亞的總人口數量為31900人。克拉維利亞的人口密度為每平方公里160人。